# Margaret Osborne-duPont
Margaret Evelyn Osborne-duPont (Joseph, 4 maart 1918 – El Paso, 24 oktober 2012) was een tennisspeelster uit de Verenigde Staten van Amerika. Zij won op zeventienjarige leeftijd (1935) het Amerikaanse juniorenkampioenschap in het enkelspel, nadat zij de twee voorafgaande jaren al in het dubbelspel juniorenkampioen was geworden. Op 26 november 1947 trad Osborne in het huwelijk met William du Pont jr.
Osborne-duPont won zes grandslamtitels in het enkelspel.
In het damesdubbelspel won zij 21 grandslamtitels, waarvan twintig met landgenote Louise Brough. Negenmaal op rij (1942–1950) wonnen zij het US Nationaal kampioenschap (de voorloper van het US Open). Dit is de langste ongebroken rij titels in de historie van alle grandslamtoernooien (enkel- of dubbelspel). Het voorafgaand jaar (1941) had Osborne-duPont de US Open dubbelspeltitel gewonnen met partner Sarah Palfrey-Cooke.
In het gemengd dubbelspel won zij voorts nog tien grandslamtitels.
Osborne-duPont speelde nooit op het Australian Open.
In de periode 1946 tot en met 1962 nam zij tien keer deel aan het Amerikaanse Wightman Cup-team. Zij won daarbij al haar partijen, zowel in het enkelspel (10) als in het dubbelspel (9).
In 1962 beëindigde zij haar tenniscarrière. In 1967 werd zij opgenomen in de internationale Tennis Hall of Fame.
In 1966 verhuisde Osborne-duPont naar El Paso (Texas), om met Margaret Varner-Bloss (haar dubbelspelpartner vanaf 1958) een tweede roeping te volgen: het fokken van volbloed renpaarden.

## Grandslamtitels
| Toernooi      | Enkelspel  | Damesdubbelspel            | Gemengd dubbelspel               |
| ------------- | ---------- | -------------------------- | -------------------------------- |
| Roland Garros | 1946, 1949 | 1946, 1947, 1949           | –                                |
| Wimbledon     | 1947       | 1946, 1948–1950, 1954      | 1962                             |
| US Open       | 1948–1950  | 1941, 1942–1950, 1955–1957 | 1943–1946, 1950, 1956, 1958–1960 |

## Resultaten grandslamtoernooien
| Legenda | Legenda                          |
| ------- | -------------------------------- |
| g.t.    | geen toernooi gehouden           |
| l.c.    | lagere categorie                 |
| –       | niet deelgenomen                 |
| G       | uitgeschakeld in de groepsfase   |
| 1R      | uitgeschakeld in de eerste ronde |
| 2R      | uitgeschakeld in de tweede ronde |
| 3R      | uitgeschakeld in de derde ronde  |
| 4R      | uitgeschakeld in de vierde ronde |
| KF      | uitgeschakeld in de kwartfinale  |
| HF      | uitgeschakeld in de halve finale |
| F       | de finale verloren               |
| W       | het toernooi gewonnen            |
| w-v     | winst/verlies-balans             |

### Enkelspel
| Toernooi        | 1938  | 1939  | 1940  | 1941  | 1942  | 1943  | 1944  | 1945  | 1946† | 1947† | 1948  | 1949  | 1950  | 1951  | 1952  | 1953  | 1954  | 1955  | 1956  | 1957  | 1958  | 1959  | 1960  | 1961  | 1962  | Carrière WR |
| --------------- | ----- | ----- | ----- | ----- | ----- | ----- | ----- | ----- | ----- | ----- | ----- | ----- | ----- | ----- | ----- | ----- | ----- | ----- | ----- | ----- | ----- | ----- | ----- | ----- | ----- | ----------- |
| Australian Open | –     | –     | –     | g.t.  | g.t.  | g.t.  | g.t.  | g.t.  | –     | –     | –     | –     | –     | –     | –     | –     | –     | –     | –     | –     | –     | –     | –     | –     | –     | 0 / 0       |
| Roland Garros   | –     | –     | g.t.  | ƒ     | ƒ     | ƒ     | ƒ     | ƒ     | W     | HF    | –     | W     | KF    | HF    | –     | –     | –     | –     | –     | –     | –     | –     | –     | –     | –     | 2 / 5       |
| Wimbledon       | –     | –     | g.t.  | g.t.  | g.t.  | g.t.  | g.t.  | g.t.  | HF    | W     | HF    | F     | F     | KF    | –     | –     | KF    | –     | –     | –     | KF    | –     | –     | –     | 1R    | 1 / 9       |
| US Open         | 2R    | –     | 3R    | HF    | HF    | KF    | F     | KF    | KF    | F     | W     | W     | W     | –     | –     | KF    | 3R    | –     | KF    | –     | 3R    | –     | 1R    | –     | –     | 3 / 17      |
| WR              | 0 / 1 | 0 / 0 | 0 / 1 | 0 / 1 | 0 / 1 | 0 / 1 | 0 / 1 | 0 / 1 | 1 / 3 | 1 / 3 | 1 / 2 | 2 / 3 | 1 / 3 | 0 / 2 | 0 / 0 | 0 / 1 | 0 / 2 | 0 / 0 | 0 / 1 | 0 / 0 | 0 / 2 | 0 / 0 | 0 / 1 | 0 / 0 | 0 / 1 | 6 / 31      |

### Vrouwendubbelspel
| Toernooi        | 1938  | 1939  | 1940  | 1941  | 1942  | 1943  | 1944  | 1945  | 1946† | 1947† | 1948  | 1949  | 1950  | 1951  | 1952  | 1953  | 1954  | 1955  | 1956  | 1957  | 1958  | 1959  | 1960  | 1961  | 1962  | Carrière WR |
| --------------- | ----- | ----- | ----- | ----- | ----- | ----- | ----- | ----- | ----- | ----- | ----- | ----- | ----- | ----- | ----- | ----- | ----- | ----- | ----- | ----- | ----- | ----- | ----- | ----- | ----- | ----------- |
| Australian Open | –     | –     | –     | g.t.  | g.t.  | g.t.  | g.t.  | g.t.  | –     | –     | –     | –     | –     | –     | –     | –     | –     | –     | –     | –     | –     | –     | –     | –     | –     | 0 / 0       |
| Roland Garros   | –     | –     | g.t.  | ƒ     | ƒ     | ƒ     | ƒ     | ƒ     | W     | W     | –     | W     | F     | –     | –     | –     | –     | –     | –     | –     | –     | –     | –     | –     | –     | 3 / 4       |
| Wimbledon       | –     | –     | g.t.  | g.t.  | g.t.  | g.t.  | g.t.  | g.t.  | W     | F     | W     | W     | W     | F     | –     | –     | W     | –     | –     | –     | F     | –     | –     | –     | 3R    | 5 / 9       |
| US Open         | 1R    | –     | KF    | W     | W     | W     | W     | W     | W     | W     | W     | W     | W     | –     | –     | F     | F     | W     | W     | W     | KF    | KF    | –     | HF    | HF    | 13 / 21     |
| WR              | 0 / 1 | 0 / 0 | 0 / 1 | 1 / 1 | 1 / 1 | 1 / 1 | 1 / 1 | 1 / 1 | 3 / 3 | 2 / 3 | 2 / 2 | 3 / 3 | 2 / 3 | 0 / 1 | 0 / 0 | 0 / 1 | 1 / 2 | 1 / 1 | 1 / 1 | 1 / 1 | 0 / 2 | 0 / 1 | 0 / 0 | 0 / 1 | 0 / 2 | 21 / 34     |

### Gemengd dubbelspel
| Australian Open | g.t. | g.t. | g.t. | – | – | – | – | – | – | – | – | – | – |
| Roland Garros   | ƒ    | ƒ    | ƒ    | – | – | – | – | – | – | – | – | – | – |
| Wimbledon       | g.t. | g.t. | g.t. | – | – | – | – | F | – | – | – | – | W |
| US Open         | W    | W    | W    | W | F | F | W | F | W | W | W | W | – |

| Legenda | Legenda                                                                                      |
| ------- | -------------------------------------------------------------------------------------------- |
| †       | in 1946 en 1947 werd Roland Garros na Wimbledon gehouden                                     |
| ƒ       | toernooi slechts voor Fransen (gespeeld tijdens de Duitse bezetting)                         |
| WR      | winstratio (het aantal gewonnen toernooien ten opzichte van het aantal gespeelde toernooien) |